# Aspuddens badhus

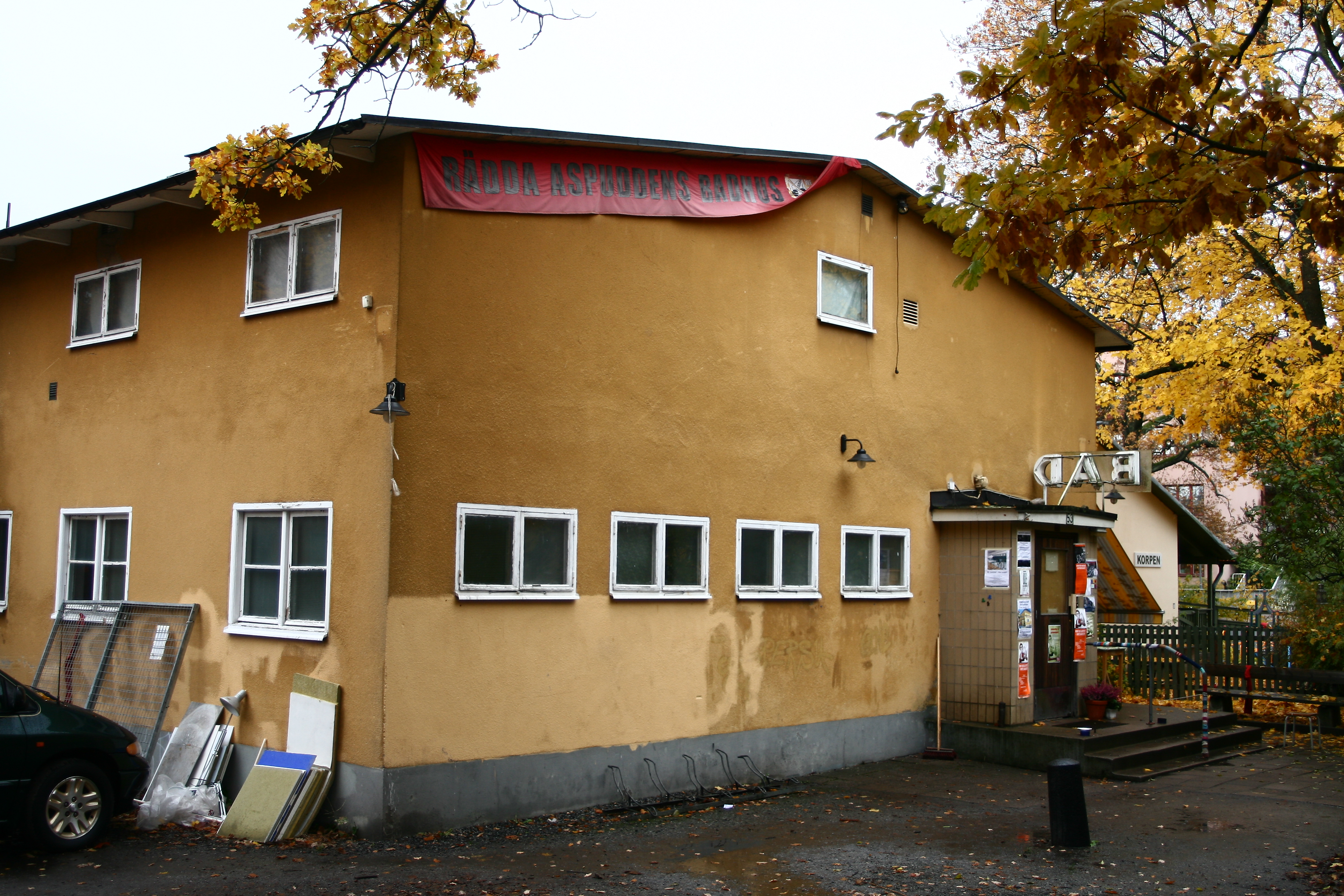
Aspuddsbadet, 2009.

Aspuddens badhus eller Aspuddsbadet var en badanläggning i Aspudden i Stockholm som existerade 1919-2009. Det låg på Schlytersvägen 53.
När Aspudden byggdes fanns ett behov av ett allmänt badhus. Från 27 mars 1925 förvaltades badet av Aspuddens badhusförening. Det blev mycket populärt i Aspudden där många saknade badrum men även från andra delar av Stockholm kom badgäster. Det byggdes ut 1939 och fick sitt slutliga utseende på 1940-talet. Det byggdes om på 1970-talet. Det kommunala Aspuddsbadet stod 1986 inför nedläggning sedan fritidsförvaltningen 1985 beslutat att lägga ned badet av besparingsskäl. Den nybildade Aspuddens Badhusförening tog då över driften, men underhållet var eftersatt. En renovering skulle kosta 14 miljoner kronor. Stockholms stads fritidsnämnd tyckte det var för dyrt och beslöt i januari 2009 att riva badet för att ge plats för en förskola.
I protest mot detta bildades aktionsgruppen Rädda Aspuddsbadet som ockuperade byggnaden. Polisen stormade byggnaden på morgonen den 25 november.